# Подкляштор (гміна Краснобруд)
Подкляштор (пол. Podklasztor) — село в Польщі, у гміні Краснобруд Замойського повіту Люблінського воєводства.
Населення — 38 осіб (2011).

## Демографія
Демографічна структура станом на 31 березня 2011 року:
|          | Загалом | Допрацездатний вік | Працездатний вік | Постпрацездатний вік |
| -------- | ------- | ------------------ | ---------------- | -------------------- |
| Чоловіки | 16      | 4                  | 11               | 1                    |
| Жінки    | 22      | 6                  | 12               | 4                    |
| Разом    | 38      | 10                 | 23               | 5                    |